# Shine So Hard
Shine So Hard es un EP de 12 pulgadas de la banda de post punk británica Echo & the Bunnymen, grabado en directo y publicado el 10 de abril de 1981, a través de la discográfica Korova. Alcanzó el puesto número 37 en la lista UK Singles Chart.

## Historia
Después de regresar de Estados Unidos donde estaban promocionando el disco Crocodiles, Echo & the Bunnymen continuó su gira por el Reino Unido. Grabaron el concierto realizado en Pavilion Gardens de Buxton, Derbyshire el 17 de enero de 1981. Ciuatro de las canciones, "Crocodiles", "Zimbo", "All That Jazz" y "Over the Wall", se mezclaron en los Rockfield Studios de Monmouth, Gales y fueron incluidos en un EP publicado el 10 de abril de ese mismo año. El EP llegó al puesto número 37 de la lista UK Singles Chart.
Cuando se reeditó Crocodiles en 2003 se incluyeron estas cuatro canciones como pistas adicionales.

## Lista de canciones
Todas las canciones compuestas por Will Sergeant, Ian McCulloch, Les Pattinson y Pete de Freitas.
Lanzamiento Reino Unido (ECHO 1)
1. "Crocodiles" (directo) – 5:06
2. "Zimbo" (directo) – 3:32
3. "All That Jazz" (directo) – 2:52
4. "Over the Wall" (directo) – 5:29

Lanzamiento Nueva Zelanda (MX 214362)
1. "Crocodiles" (directo) – 5:06
2. "All That Jazz" (directo) – 2:52
3. "Zimbo" (directo) – 3:32
4. "Over the Wall" (directo) – 5:29

## Personal
Echo & the Bunnymen
- Ian McCulloch – voz, guitarra
- Will Sergeant – guitarra líder
- Les Pattinson – bajo
- Pete de Freitas – batería

Equipo de producción
- Bill Drummond – productor
- Hugh Jones – productor
- Martyn Atkins – diseño artístico